# Lubuk Saung
Lubuk Saung is een bestuurslaag in het regentschap Banyuasin van de provincie Zuid-Sumatra, Indonesië. Lubuk Saung telt 1533 inwoners (volkstelling 2010).